# Carl Ferdinand Hommel

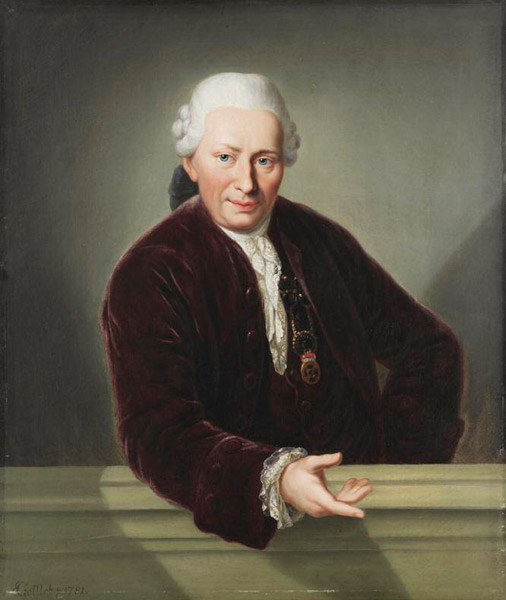
Carl Ferdinand Hommel, 1781.

Carl Ferdinand Hommel, född 6 januari 1722, död 16 maj 1781, var en tysk jurist. Han var son till Ferdinand August Hommel.
Hommel blev 1750 professor i Leipzig och på sin tid mycket berömd både som lärare, författare och praktisk jurist. Hans bekanta repertorium till Corpus juris civilis (1768) utgavs på nytt som Hommel redivivus 1858–1859.